# Râul Lăpuș (Râncăciov)
Râul Lăpuș (Râncăciov) este un afluent al râului Râncăciov.